# The Bodyguard: Original Soundtrack Album
Pour les articles homonymes, voir Bodyguard (homonymie).
Albums de Whitney Houston
I'm Your Baby Tonight
(1990) The Preacher's Wife
(1996)
The Bodyguard: Original Soundtrack Album est la bande originale du film Bodyguard, sortie en 1992. Elle a remporté en 1994 le Grammy Award de l'album de l'année.
L'album s'est écoulé depuis sa sortie à 1 720 000 exemplaires en France, à 17 millions aux États-Unis et entre 44 et 45 millions à travers le monde, ce qui en fait la bande originale la plus vendue au monde. Par ailleurs, The Bodyguard: Original Soundtrack Album est un des albums les plus vendus au monde ainsi que l'album le plus vendu de la décennie 1990. Les recettes générées par l'album ont dépassé celles du film qui a également été un succès.
L'album comprend 12 titres interprétés par plusieurs artistes, dont Kenny G ou encore Lisa Stansfield, mais il est surtout connu pour avoir consacré Whitney Houston (l'héroïne aux côtés de Kevin Costner dans le film) au rang de diva planétaire. Elle interprète en effet six titres de l'album, dont I Will Always Love You, une reprise de Dolly Parton, qui deviendra l'un de ses plus grands succès.
Une partie des chansons de l'album a été logiquement réutilisée dans la comédie musicale The Bodyguard (2012).

## Liste des titres
| No  | Titre                                                 | Auteur                                                  | Interprète                | Durée |
| --- | ----------------------------------------------------- | ------------------------------------------------------- | ------------------------- | ----- |
| 1.  | I Will Always Love You                                | Dolly Parton                                            | Whitney Houston           | 4:31  |
| 2.  | I Have Nothing                                        | D.Foster, L.Thompson                                    | Whitney Houston           | 4:42  |
| 3.  | I'm Every Woman                                       | Ashford & Simpson                                       | Whitney Houston           | 4:45  |
| 4.  | Run to You                                            | J.Friedman, A.Rich                                      | Whitney Houston           | 4:22  |
| 5.  | Queen Of The Night                                    | A.Reid, K.Edmonds                                       | Whitney Houston           | 3:08  |
| 6.  | Jesus Loves Me                                        | C.Cawell, B.Winans                                      | Whitney Houston           | 5:11  |
| 7.  | Even If My Heart Would Break                          | F. Golde, A.Gurvitz                                     | Kenny G                   | 4:58  |
| 8.  | Someday (I'm Coming Back)                             | I.Devaney, A.Morris, L.Stansfield                       | Lisa Stansfield           | 4:57  |
| 9.  | It's Gonna Be a Lovely Day                            | R.Clivillés, D.Cole, S.Scarborough, M.Visage, B.Withers | The S.O.U.L. S.Y.S.T.E.M. | 4:47  |
| 10. | (What's So Funny 'Bout) Peace, Love And Understanding | Nick Lowe                                               | Curtis Stigers            | 4:04  |
| 11. | Theme from The Bodyguard                              | Alan Silvestri                                          | Alan Silvestri            | 2:40  |
| 12. | Trust In Me                                           | C.Midnight, M.Swersky, F.Beghe                          | Joe Cocker, Sass Jordan   | 4:12  |

## Classements
| Pays                                | Position | Certification | Ventes     |
| ----------------------------------- | -------- | ------------- | ---------- |
| Allemagne (Media Control Charts)    | 1        | 3 × Platine   | 1 700 000  |
| Australie (ARIA Charts)             | 1        | 5x × Platine  | 350 000    |
| Autriche (Ö3 Austria Top 40)        | 1        | 4 × Platine   | 200 000    |
| Canada (Canadian Albums Chart)      | 1        | Diamant       | 1 000 000  |
| Corée du Sud (Gaon Chart)           | 1        | Diamant       | 1 000 000  |
| Espagne (Promusicae)                | 25       | Diamant       | 810 000    |
| États-Unis (Billboard 200)          | 1        | Diamant       | 17 000 000 |
| États-Unis (Top R&B/Hip-Hop Albums) | 1        | Diamant       |            |
| France (SNEP)                       | 1        | Diamant       | 1 720 000  |
| Japon (Oricon)                      | 1        |               | 2 800 000  |
| Norvège (VG-lista)                  | 1        | 4 × Platine   | 200 000    |
| Nouvelle-Zélande (RIANZ)            | 1        |               |            |
| Suède (Sverigetopplistan)           | 1        | Platine       | 343 000    |
| Suisse (Swiss Music Charts)         | 1        | 5 × Platine   | 300 000    |